# Aggodalom

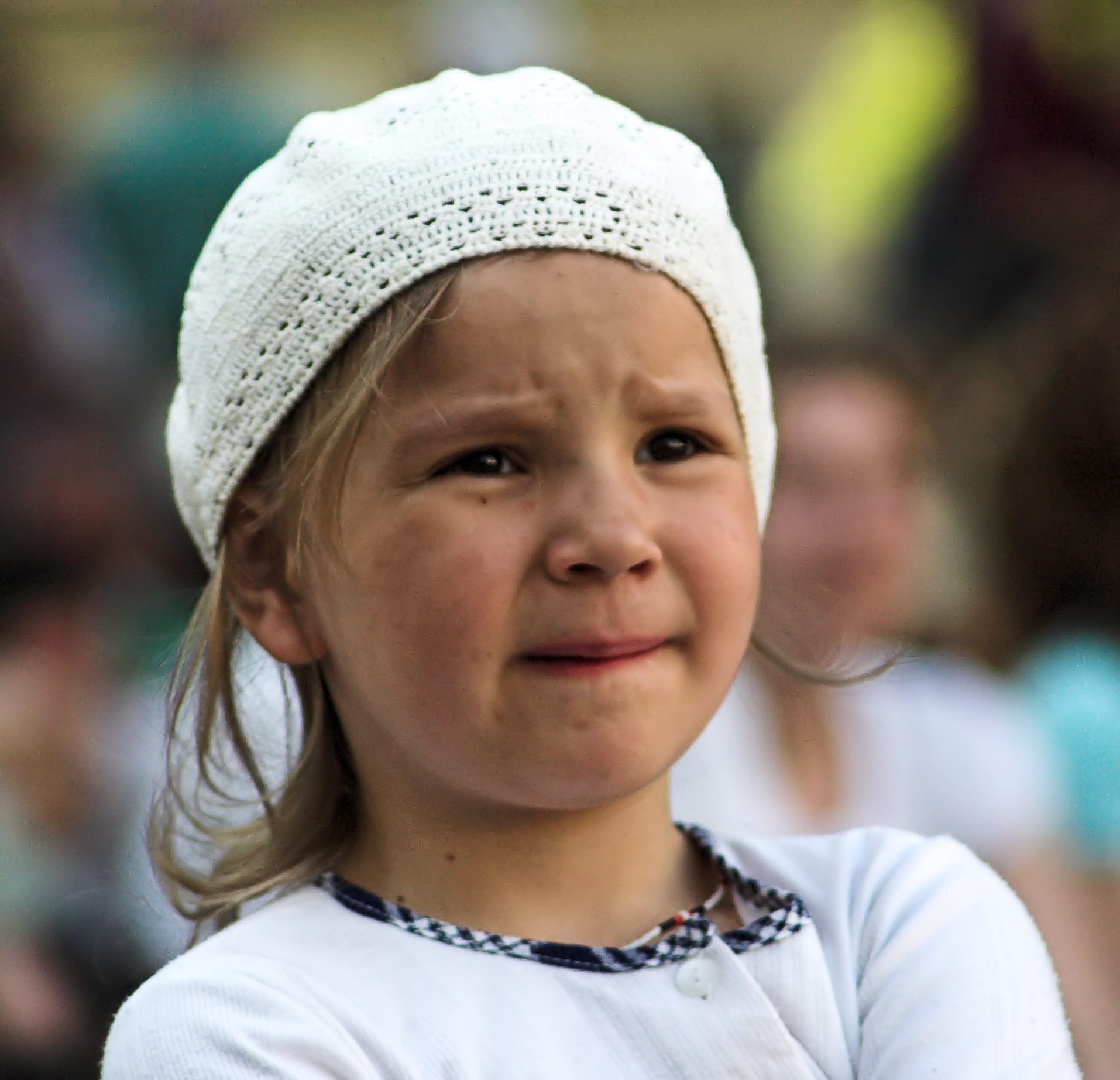
Az ajkak elharapása jele lehet az aggodalomnak.

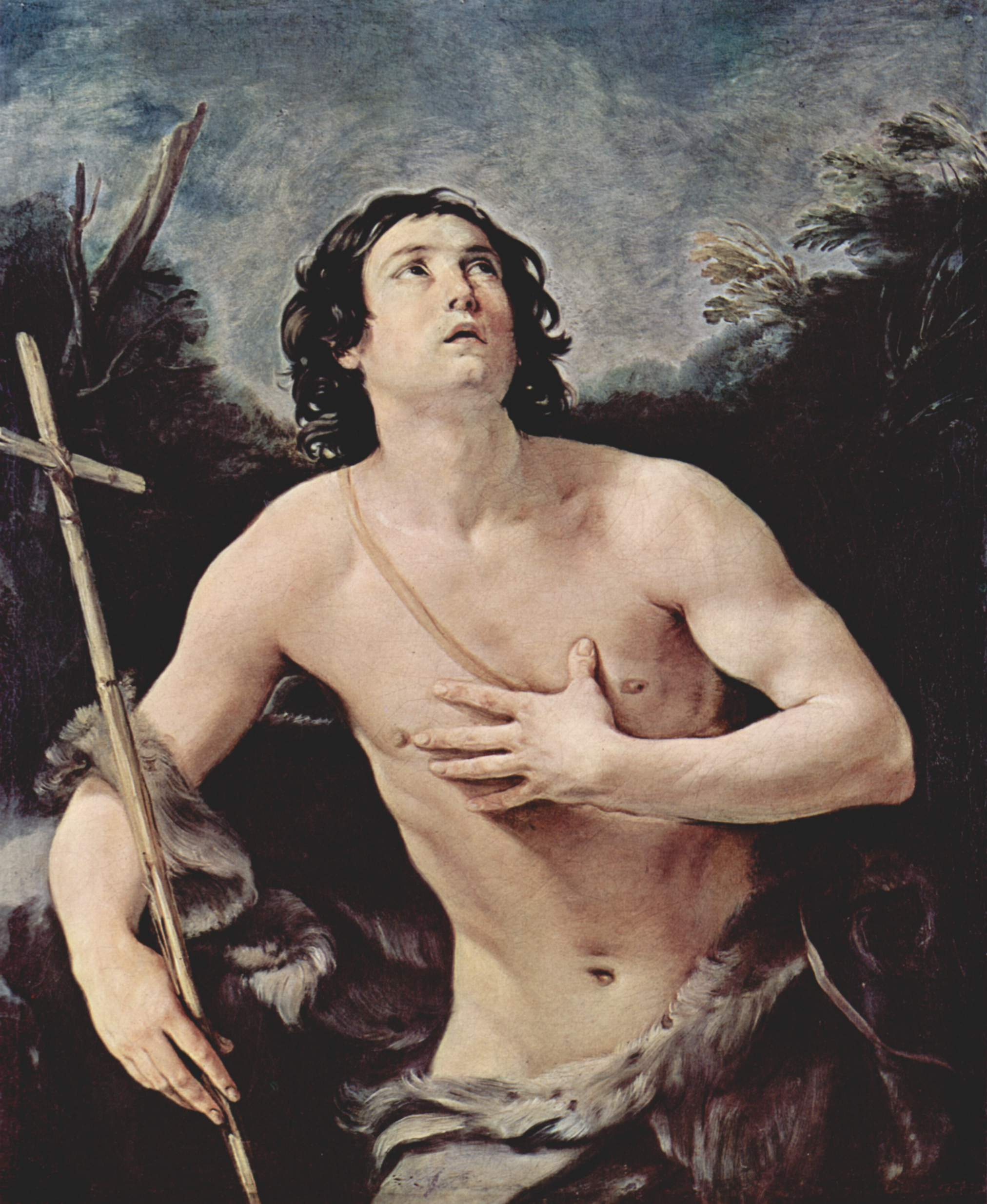
Guido Reni 17. századi festményén Keresztelő Szent János aggodalmat mutat.

Az aggodalom egy zavaró érzelem, amely nem valóságos történésekre, hanem csupán jövőbeli, feltételezett eseményekre épül. Olyan negatív természetű gondolatokat, elképzeléseket és érzelmeket jelent, mely mentális kísérletek arra valóak, hogy a várható negatív fenyegetést elkerüljük. Mint érzelem idegességként és törődésként is jelentkezhet egy valós vagy képzelt ügy kapcsán, gyakran személyes ügyekből kifolyólag, mint például az egészség vagy a pénzügyek, vagy szélesebb ügyek miatt is, mint a környezetszennyezés és a társadalmi vagy technológiai változás. A legtöbb ember az aggodalom rövid szakaszait tapasztalja élete során incidens nélkül; egy moderált mennyiségű aggodalom azonban pozitív hatással is lehet, ez ráveszi az embereket, hogy elővigyázatosak legyenek (pl. bekötik a biztonsági övet vagy ingatlanbiztosítást kötnek) vagy elkerüljék a kockázatos viselkedést (pl. a kontaktust veszélyes állatokkal vagy a lerészegedést).
A hosszantartó aggodalom a generalizált szorongásos zavar fő összetevője.

## Elmélet
Dr. Edward Hallowell pszichiáter, az Aggodalom című könyv írója úgy érvel, hogy az aggodalomnak produktív funkciója van, a várakozó vagy veszélyes aggodalom - amit ő "mérgező  aggodalomnak" nevez - káros lehet a mentális vagy fizikai egészségre. Úgy magyarázza, hogy a mérgező aggodalom az, amikor az aggodalom megbénítja az embert, míg a jó aggodalom cselekedetre sarkall, hogy elkerüljük azokat a következményeket amit az aggodalom sugall. Az evvel való megküzdéshez Hallowell azt javasolja, hogy az embereknek nem szabadna egyedül aggódniuk, mert az emberek gyakrabban ötletelnek megoldásokon, ha az aggodalmukat egy barátjukkal osztják meg. Arra bátorítja az aggódókat, hogy több információt gyűjtsenek az ügyükről, amelyik zavarja őket, vagy bizonyosodjanak meg afelől, hogy az információjuk helyes. Másik lépés az aggodalom csökkentésében az, hogy tervet készítünk és cselekszünk és "gondoskodunk az agyunkról" azáltal. hogy eleget alszunk, tornázunk, és egészségesen táplálkozunk (sok szénhidrát nélkül, kerülve a gyorséttermi ételeket, alkoholt és drogokat, stb.). Hallowell arra bátorítja az aggodalmaskodókat, hogy "rendszeresen pozitív emberi gesztusokat használjanak" mint amilyen az ölelés vagy a barátságos vállba veregetés. Végül azt javasolja, hogy az aggódók engedjék el a problémákat, ahelyett hogy maguk köré gyűjtenék őket.
A pozitív pszichológiában, az aggodalmat úgy írják le, mint egy választ a közepes kihívásra, amihez az alanynak nincsenek megfelelő képességei.
A tudományos pszichológiában, az aggodalom a megőrző megismerés részét képezi (egy közös kifejezés arra, hogy folyamatosan negatív eseményre gondolunk a múltban vagy a jövőben).
Meher Baba azt állította, hogy az aggodalom vágyak miatt van és leválasztás során túl lehet rajtuk kerülni: "Az aggodalom lázas képzelet eredménye ami bizonyos vágyak stimulusa alatt működik. Szükséges eredménye a múlthoz vagy a várt jövőhöz való kötődésnek, és valamilyen formában mindig megmarad, ameddig az elme teljesen le nem választódik mindenről."

## Lásd még
- Szorongás
- Neurózis

## Fordítás
- Ez a szócikk részben vagy egészben  a   Worry című angol Wikipédia-szócikk ezen változatának fordításán alapul.  Az eredeti cikk szerkesztőit annak laptörténete sorolja fel. Ez a jelzés csupán a megfogalmazás eredetét és a szerzői jogokat jelzi, nem szolgál a cikkben szereplő információk forrásmegjelöléseként.